# Verzorgingsplaats Rolenhof

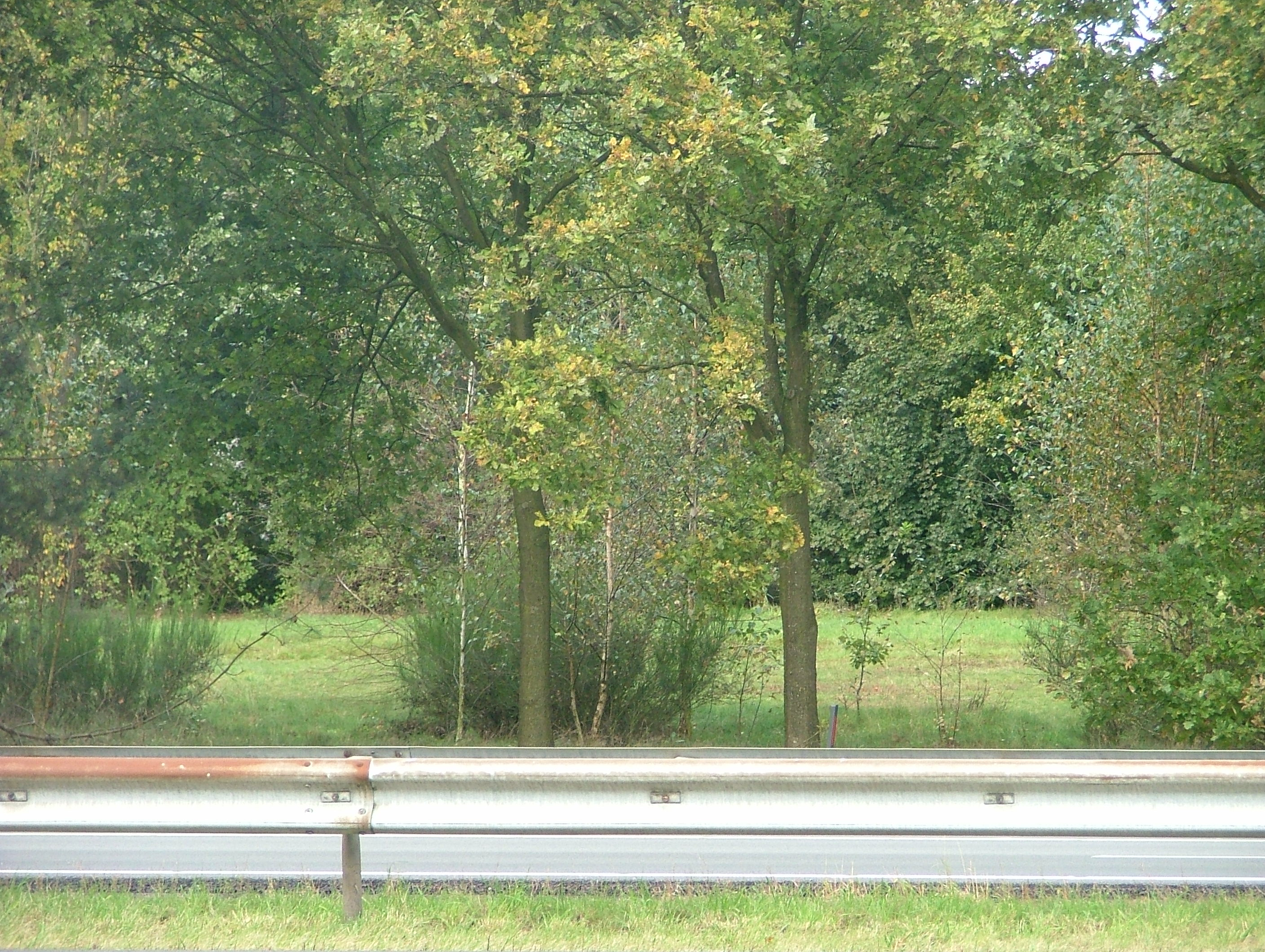
Achter de bomen zijn de contouren van verzorgingsplaats Rolenhof nog waarneembaar (okt. 2011).

De verzorgingsplaats Rolenhof is een voormalige verzorgingsplaats aan de A326 ten noorden van Wijchen, Gelderland. De verzorgingsplaats is opgeheven per 1 juli 2003 en is nog te zien in het landschap.
A1: De Haar · Elsenerveld · Friezenberg · Jool-Hul  
A2: Proostwetering · De Rooijen · Zwartehof · Heezerhut · Aalsterhut  
A4: Leiburg · Oostvliet  
A6: De Monnik  
A9: Amstelveen · Hammerstein  
A12: Mollebos · De Heul · De Roode Haan  
A15: Zeekade · Kraaienbos · De Laar · Topsweerd · Groenendijk  
A16: Krabbenbosschen · Mastbos  
A17: Kapelberg  
A20: Aalkeet  
A27: Bosberg  
A28: Holkerveen · Nunspeet-Noord · Nunspeet-Zuid  
A50: Meilanden · Kabeljauw  
A58: Krabbenbosschen · Mastbos · Sloedam  
A59: Tollenaer · 't Vaerland  
A67: De Gender · De Blauwe Klei  
A79: Keelbos · Ravensbos  
A326: Rolenhof